# Dichanthium
Dichanthium es un género de plantas herbáceas de la familia de las poáceas. Aparece en África, en Asia templada, Asia tropical, Australasia, el Pacífico, Norteamérica, Sudamérica.

## Descripción
Tiene hábito anual o perenne. Con rizomas ausentes o cortos. Tallos erectos o genicularmente ascendientes, o decumbentes, de bajos hasta altos: 10-150 cm. Internudos acanalados. Macollos laterales ausentes, o pequeños, o amplios. Las lígulas con membranas eciliadas. Base de la lámina de la hoja con un breve peciolo; hojas lanceoladas, con bordes cartilaginosos.
La inflorescencia es simple o compuesta; racimosa terminal, o terminal y axilar. Dos anteras 2 o 3.
El fruto es un cariopse con pericarpio adherido; oblongo o elipsoide. El embrión es 0,5 la longitud del cariopse. El hilum es puntiforme.

## Taxonomía
El género fue descrito por Pierre Remi Willemet y publicado en Annalen der Botanick. ed. Usteri 18: 11. 1796. La especie tipo es: Dichanthium nodosum Willemet. 
Etimología
El nombre del género deriva del griego dicha (dos) y anthos (flor), aludiendo a dos tipos de espiguillas (msculina o neutra, frente a las hermafroditas) que se encuentran en diferentes partes de una inflorescencia.
Citología
El número cromosómico básico del género es x = 10, con números cromosómicos somáticos de 2n = 20, 40, 50 y 60, ya que hay especies diploides y una serie poliploide.

## Especies
- Dichanthium annulatum (Forssk.) Stapf
- Dichanthium aristatum (Poir.) C.E.Hubb.
- Dichanthium armatum Blatt. & McCann
- Dichanthium assimile (Steud.) Deshp.
- Dichanthium caricosum (L.) A.Camus
- Dichanthium concanense (Hook.f.) S.K.Jain & Deshp.
- Dichanthium erectum Ohwi & Jansen
- Dichanthium ewartianum (Domin) C.A.Gardner
- Dichanthium fecundum S.T.Blake
- Dichanthium foulkesii (Hook.f.) S.K.Jain & Deshp.
- Dichanthium foveolatum (Delile) Roberty
- Dichanthium jainii (Deshp. & Hemadri) Deshp.
- Dichanthium insculptum (A.Rich.) Clayton
- Dichanthium mccannii Blatt.
- Dichanthium micranthum Cope
- Dichanthium mucronulatum
- Dichanthium oliganthum
- Dichanthium panchganiense
- Dichanthium paranjpyeanum
- Dichanthium queenslandicum
- Dichanthium sericeum (R.Br.) A.Camus
- Dichanthium setosum
- Dichanthium tenue (R.Br.) A.Camus
- Dichanthium tuberculatum[3][4]